# Sigfrido de Weimar-Orlamünde
Sigfrido de Ballenstedt o Sigfrido de Weimar-Orlamünde (n. h. 1075; m. en Quedlinburg el 9 de marzo de 1113), perteneciente a la casa de Ascania fue con el nombre de Sigfrido I conde palatino del Rin de 1095/1097 hasta 1113 y conde de Weimar-Orlamünde entre 1112 y 1113.

## Biografía
Sigfrido nació en 1075 era el hijo del conde Adalberto II de Ballenstedt (m. entre 1078/1080) y de Adelaida de Weimar-Orlamünde (m. 1100), rama cadete del conde Otón de Weimar, margrave de Meissen. Cuando su padre fue asesinado hacia el año 1080 por un hombre de Egeno II de Konradsburg, Sigfrido y su hermano Otón de Ballenstedt llamado el Rico (n. h. 1080 - m. ) le sucedieron en el condado de Ballenstedt. 

Tras la muerte de Adalberto, Adelaida se casó dos veces: con un miembro de la línea de ezónidas el conde palatino de Lotaringia; Hermann II de Lotaringia (m. ) y luego con su sucesor como conde palatino del Rin Enrique II de Laach (m. 1095), Sigfrido adquiere después de la muerte de Enrique de Laach en todo caso lo más tarde en 1097, un poder preponderante en la región que le permite obtener la dignidad del Palatinado del Rin.
Tras el éxito de Primera Cruzada Sigfrido también hizo una peregrinación a Jerusalén.  A continuación, refundó en 1112, la Abadía de Santa Maria Laach que ya se había llevado a cabo en 1093 por su padrastro el conde palatino Enrique II, pero abandonado después de su muerte en 1095. En 1112 el conde Ulrico II de Weimar-Orlamünde (1070-1112), muere sin dejar descendientes. Sigfrido reclamó su herencia por derecho de su madre Adelaida de Orlamünde que provoca un conflicto con el emperador Enrique V. Sigfrido se enfrentó a un ataque de los partidarios del emperador en el valle Teufelsmauer cerca Warnstedt el 21 de febrero de 1113 gravemente herido en la pelea, sobrevivió, pero murió poco después 9 de marzo. Sigfrido dejó dos hijos menores Sigfrido II de Weimar-Orlamünde (1107-1124) y Guillermo de Weimar-Orlamünde (1112-1140). El Palatinado del Rin que se atribuyó a Godofredo de Calw, leal a Enrique V, escapó de la casa de Ascania hasta que su hijo menor Guillermo fue reinstaurado en 1126 / 1129.

## Descendencia
De su unión con Gertrudis de Northeim hija de Enrique de Northeim tuvo tres hijos:
- Sigfrido II de Weimar-Orlamünde
- Adela de Orlamünde, que se casó con Conrado I de Peilstein.
- Guillermo de Ballenstedt (Weimar-Orlamünde)